# Gomphosus
Gomphosus – rodzaj ryb okoniokształtnych z rodziny wargaczowatych.

## Klasyfikacja
Gatunki zaliczane do tego rodzaju:

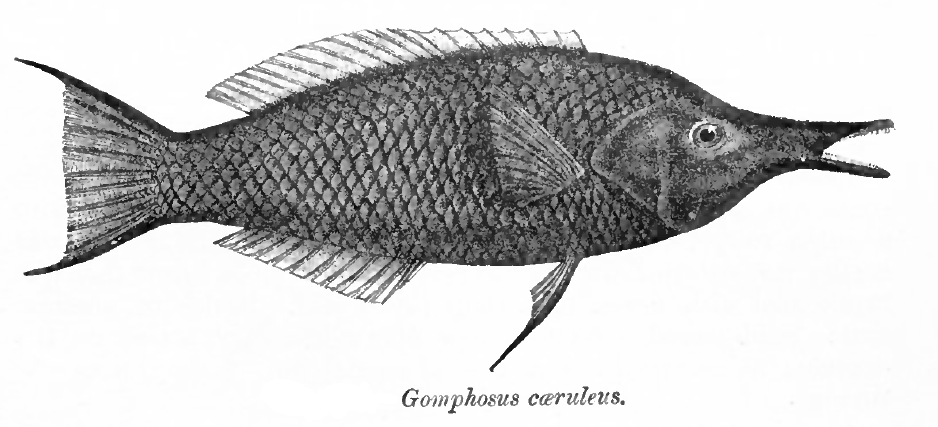
Gomphosus caeruleus
- Gomphosus varius

- Gomphosus caeruleus